# CIE Automotive
CIE Automotive er en spansk industrikoncern, der er specialiseret i autodele og autoreservedele. De er tilstede i 15 lande på fire kontinenter, og de har hovedkvarter i Bilbao. Omsætningen var i 2019 på 3,5 mia. euro, og der var 23.000 ansatte. I 2002 fusionerede Egaña group med Aforasa group og blev til CIE Automotive group. 